# (5429) 1988 BZ1
1988 بي زد 1 (ويعرف أيضًا باسم (5429) 1988 بي زد 1 وفق تسمية الكوكب الصغير) (بالإنجليزية: 1988 BZ1)‏ هو كويكب ضمن حزام الكويكبات؛ وترتيبه 5429 من حيث الاكتشاف.
اكتُشف هذا الجُرم الفلكي بواسطة هيروشي كانيدا في 25 يناير 1988.

## وصلات خارجية
- (5429) 1988 BZ1 في قاعدة بيانات مختبر الدفع النفاث لأجرام النظام الشمسي الصغيرة

- الاكتشاف · مخطط المدار ·  العناصر المدارية · المعلمات المادية

- (5429) 1988 BZ1 على موقع ويكي سكاي: DSS2, SDSS, GALEX, IRAS, Hydrogen α, X-Ray, Astrophoto, Sky Map, Articles and images